# اناپانسی
اناپانسی (به انگلیسی: Anappanthy) یک منطقهٔ مسکونی در هند است که در کرالا واقع شده‌است.